# David Wechsler
David Wechsler (/ˈwɛkslər/; Lespezi, 12 de janeiro de 1896 – 2 de maio de 1981) foi um psicólogo romeno-estadunidense. Ele desenvolveu escalas de inteligência muito conhecidas, como a Escala de Inteligência Wechsler para Adultos (WAIS) e a Escala de Inteligência Wechsler para Crianças (WISC). Uma pesquisa da Review of General Psychology, publicada em 2002, classificou Wechsler como o 51.º psicólogo mais influente do século XX.

## Biografia
Wechsler nasceu em uma família judia em Lespezi, Romênia, e emigrou com seus pais para os Estados Unidos quando criança. Ele estudou no City College de Nova York e na Universidade Columbia, onde obteve seu mestrado em 1917 e seu PhD em 1925 sob a direção de Robert S. Woodworth. Durante a Primeira Guerra Mundial, ele trabalhou com o Exército dos Estados Unidos para desenvolver testes psicológicos para selecionar novos recrutas enquanto estudava com Charles Spearman e Karl Pearson. Após curtos períodos em vários locais (incluindo cinco anos na prática privada), Wechsler tornou-se psicólogo-chefe do Hospital Psiquiátrico Bellevue em 1932, onde permaneceu até 1967. Ele morreu em 2 de maio de 1981, em Nova Iorque, Estados Unidos.

## Escalas de inteligência
Wechsler é mais conhecido por seus testes de inteligência. Ele foi um dos defensores mais influentes do papel dos fatores não-intelectuais nos testes. Ele enfatizou que outros fatores além da capacidade intelectual estão envolvidos no comportamento inteligente. Wechsler se opôs à pontuação única oferecida pela escala de Binet de 1937. Embora seu teste não tenha medido diretamente fatores não-intelectuais, ele levou esses fatores em consideração cuidadosamente em sua teoria subjacente. A Escala de Inteligência Wechsler para Adultos (WAIS) foi desenvolvida pela primeira vez em 1939 e então chamada de Teste de Inteligência Wechsler-Bellevue. Destes, ele criou a Escala de Inteligência Wechsler para Crianças (WISC) em 1949 e a Escala de Inteligência Wechsler Pré-escolar e Primária (WPPSI), em 1967. Wechsler originalmente criou esses testes para descobrir mais sobre seus pacientes na clínica Bellevue e ele encontrou o teste para medir o QI de Binet como insatisfatório. Os testes ainda são baseados em sua filosofia de que inteligência é "a capacidade global de um indivíduo para atuar com um propósito, pensar de forma racional e lidar com eficácia com o meio em que se insere" (citado em Kaplan & Saccuzzo, p. 256). As escalas Wechsler introduziram muitos conceitos novos, inovações e avanços para um teste de inteligência. Primeiro, ele eliminou as pontuações de quociente de testes de inteligência mais antigos (o Q em "Q.I."). Em vez disso, ele atribuiu um valor arbitrário de 100 à inteligência média e acrescentou ou subtraiu outros 15 pontos para cada desvio padrão acima ou abaixo da média do sujeito. Apesar de não rejeitar o conceito de inteligência geral (conforme conceituado por seu professor Charles Spearman), ele dividiu o conceito de inteligência em duas áreas principais: escalas verbais e de realização (não-verbais), cada uma avaliada com diferentes subtestes.